# Storia degli Aztechi
Gli Aztechi furono una civiltà precolombiana mesoamericana del Messico centrale, esistita nel XIII, XIV, XV e XVI secolo. Si riferivano a sé stessi col nome di Mexica (pronunciato: meˈʃikaʔ). La repubblica del Messico e la sua capitale, Città del Messico, prendono il nome dal termine "Mexica".
La capitale dell'impero azteco era Tenochtitlán, fondata su un'isola situata all'interno del lago di Texcoco. Città del Messico è stata costruita sulle rovine di Tenochtitlán. La colonizzazione spagnola delle Americhe raggiunse il cuore dell'impero durante il regno di Huey Tlatoani, Montezuma. Nel 1521 Hernán Cortés, alleato con un esercito di nativi americani che sovrastava numericamente gli Aztechi, conquistò l'impero grazie ad una guerra basata su malattie, assedi, psicologia e combattimento diretto.

## Origini degli Aztechi
La leggendaria casa degli Aztechi era Aztlán, un termine in lingua nahuatl che significa "luogo dell'airone". Solitamente si pensa che Aztlán fosse situata da qualche parte a nord della Valle del Messico; alcuni esperti la posizionano tra Messico nordoccidentale e sudovest degli Stati Uniti, mentre altri la considerano un luogo mitico, dato che Aztlán può anche essere tradotto con "luogo di origine".
Qualunque cosa li abbia convinti ad abbandonare Aztlán, i Mexica giunsero nella valle del Messico a metà del XIII secolo. La leggenda di questi viaggi viene raccontata in numerosi codici aztechi.

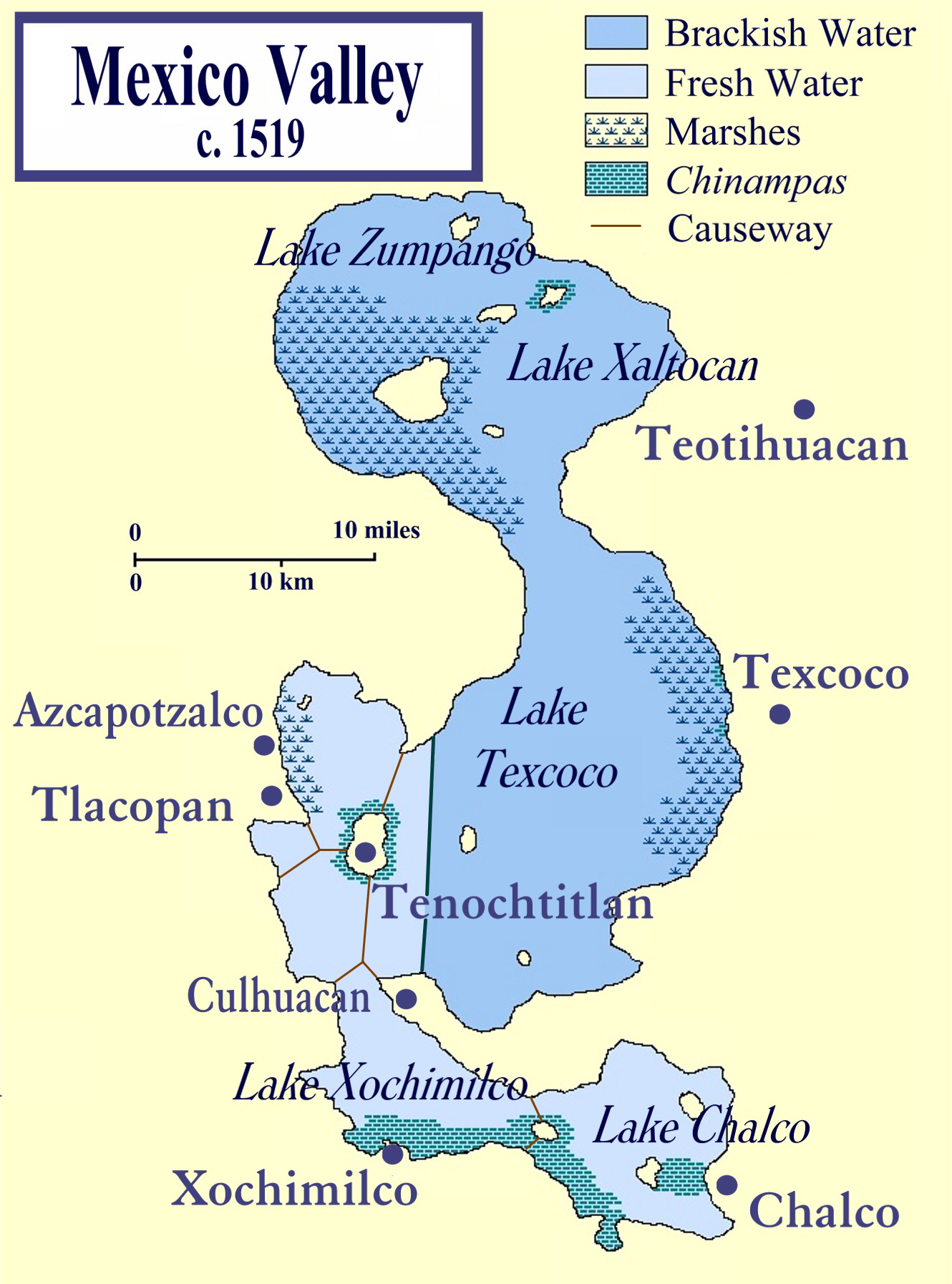
La Valle del Messico al tempo della conquista spagnola

## Gli Aztechi arrivano nella Valle del Messico
Nel XIII secolo, nella Valle del Messico, esistevano numerose Città-Stato tra cui Chalco, Xochimilco, Tlacopan, Culhuacan e Atzcapotzalco. Le più potenti erano Culhuacan, situata sulla costa meridionale del lago di Texcoco, e Atzcapotzalco, su quella occidentale.
Quando arrivarono i Mexica, essendo una tribù seminomade, non avevano posto in cui andare. Attorno al 1248 fondarono il loro primo insediamento su Chapultepec, una collina sulla costa occidentale del lago, in cui si trovavano numerose sorgenti.

Stemma del Messico, raffigurante il mito della nascita di Tenochtitlán

I Tepanechi di Azcapotzalco cacciarono i Mexica da Chapultepec, e nel 1299 il capo di Culhuacan, Cocoxtli, diede loro il permesso di colonizzare l'arida zona di Tizaapan. Qui, tramite i matrimoni, si fusero con la cultura di Culhuacan.
Nell'anno 1323 chiesero al nuovo re di Culhuacan, Achicometl, la figlia, in modo da farla diventare la dea Yaocihuatl. All'insaputa del re, i Mexica stavano progettando di sacrificarla. I Mexica credevano che facendolo la principessa si sarebbe unita agli altri dei, diventando essa stessa una dea. Durante una festa serale, un sacerdote si presentò indossandone la pelle nel corso di un rituale. Il re ed il popolo di Culhuacan furono terrorizzati da questa cosa, ed esiliarono i Mexica.
Obbligati a fuggire, nel 1325 giunsero su una piccola isola del lato occidentale del lago Texcoco, dove iniziarono a costruire la propria città, Tenochtitlan, allargando il terreno fino a renderlo un'ampia isola artificiale. Si dice che fosse stato lo stesso dio azteco Huitzlipochtli ad ordinare agli Aztechi di fondare la città nel punto in cui avrebbero visto un'aquila, su un cactus, con un serpente tra le zampe. Gli Aztechi, a quanto pare, videro la scena sulla piccola isola che poi divenne Tenochtitlán. Questa visione è ancora ricordato nello stemma del Messico.
Un secondo gruppo Mexica si insediò nella parte settentrionale dell'isola, creando Tlatelolco. Originariamente si trattava di un regno Mexica indipendente, ma alla fine fu assorbito da Tenochtitlán, venendo trattato come un "quinto" quadrante. La famosa piazza del mercato descritta da Hernán Cortés e Bernal Díaz del Castillo era quella di Tlatelolco.
Nel 1376 i Mexica elessero il loro primo tlatoani, Acamapichtli, seguendo le tradizioni apprese dai Culhuacan.

## Espansione degli Aztechi

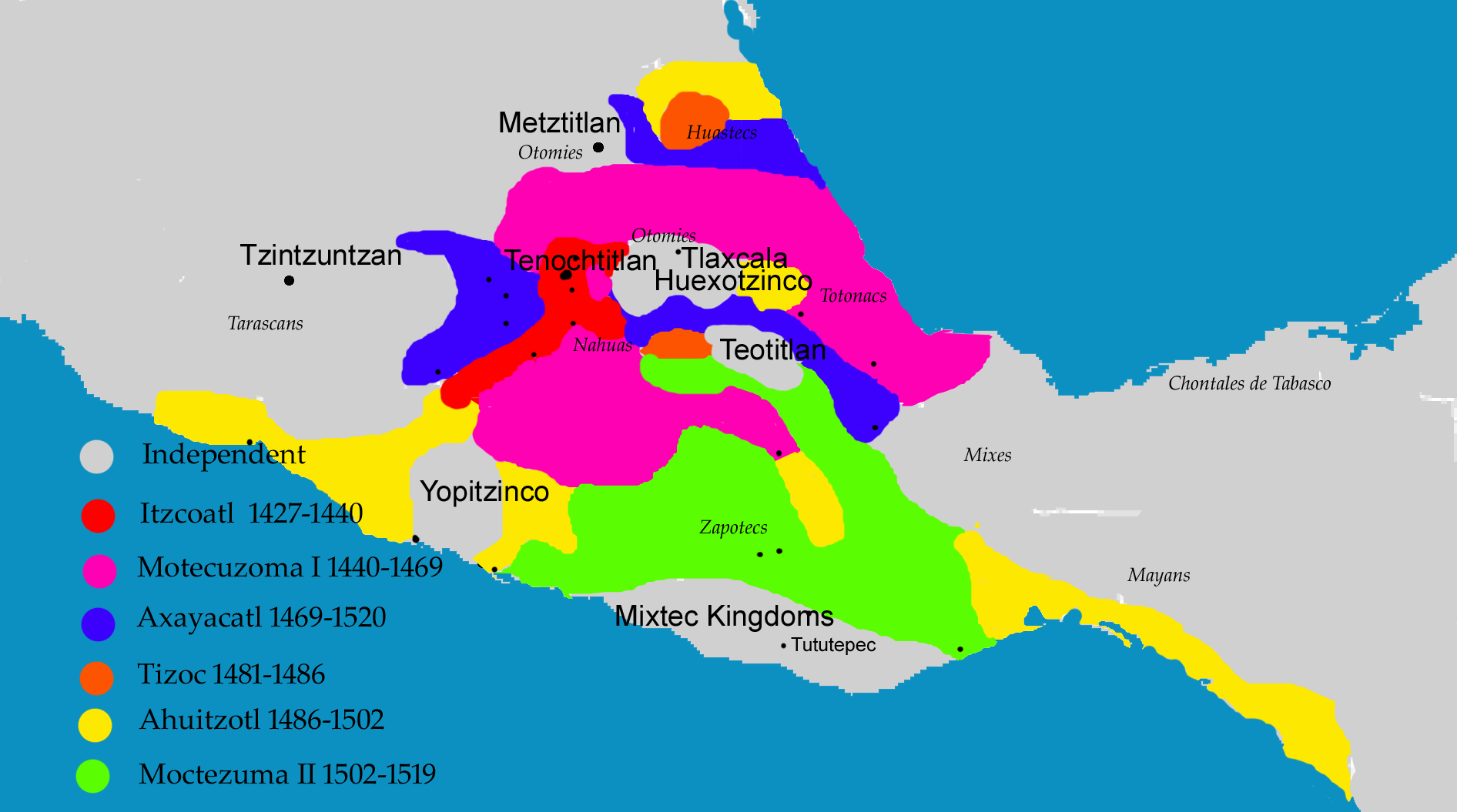
Mappa raffigurante l'espansione dell'impero azteco, e le aree conquistate dai tlatoque che seguirono a Itzcóatl

All'inizio i Mexica si offrivano come mercenari nelle guerre che coinvolgevano diversi stati Nahua.
Tra il 1376 ed il 1427 i Mexica erano vassalli di Azcapotzalco. I re aztechi Acamapichtli, Huitzilíhuitl e Chimalpopoca erano, di fatto, assoggettati a Tezozómoc, il re tepaneco di Azcapotzalco.
Quando Tezozomoc morì nel 1426, il figlio Maxtla ascese al trono di Azcapotzalco. Poco dopo Maxtla assassinò Chimalpopoca, re azteco. Nel tentativo di sconfiggere Maxtla, il successore di Chimalpopoca, Itzcóatl, si alleò con Nezahualcóyotl, re esiliato di Texcoco. Questa coalizione rappresentò la nascita della Triplice alleanza azteca.
Itzcóatl, Nezahualcóyotl ed i loro alleati assediarono Azcapotzalco, catturarono Maxtla e lo sacrificarono.

### Triplice alleanza azteca
La Triplice alleanza di Tenochtitlan, Texcoco e Tlacopan avrebbe, nei successivi cento anni, dominato la Valle del Messico estendendo il proprio potere dal Golfo del Messico alle coste del Pacifico. Fin dall'inizio della Triplice Alleanza, Tenochtitlán era quella incaricata del servizio militare e delle conquiste, mentre le altre due avevano altre responsabilità. Questo dominio militare di Tenochtitlán portò gradualmente la città a diventare il cardine dell'alleanza.

### Il regno di Itzcoatl (1427-1440)
Il primo tlatoani della Triplice Alleanza fu Itzcoatl che, assieme al collega texcocano Nezahualcóyotl, iniziò ad espandere il territorio verso sud, conquistando le città di lingua Nahuatl come Cuauhnahuac (oggi Cuernavaca) e verso Huexotla, Coatlinchan e Tepoztlan nell'odierno stato di Morelos, allora dominato dai Tlahuica. In questo periodo furono soggiogate anche le città situate sulla costa del lago, quali Xochimilco, Culhuacan e Mixquic.

### Motecuhzoma I e Tlacaelel (1440-1469)
Due dei primi architetti dell'impero azteco furono i fratellastri Tlacaelel e Motecuhzoma I. Erano figli di Huitzilíhuitl, terzo Hueyi Tlatoani, fratellastri di Chimalpopoca, quarto Hueyi Tlatoani e nipoti di Itzcóatl, il quinto. Motecuhzoma I prese il posto di Itzcoatl divenendo il sesto Hueyi Tlatoani nel 1449. Tlacaelel fu in realtà colui che reggeva il regno, e riformò sia lo stato azteco che la sua religione.
Motecuhzoma I diede inizio ad una seria campagna espansionistica. Per prima cosa avrebbe dovuto riconquistare le città catturate da Itzcoatl, ma che, in seguito, si erano ribellate. Chiese a molte altre piccole città di contribuire alla costruzione di un nuovo Grande Tempio, e solo Chalco si rifiutò, il che convinse Motecuhzoma a muovergli guerra per molti anni. Conquistò il territorio Huasteco con la scusa di dare sicurezza ai mercanti della zona, per poi attaccare i Mixtechi di Coixtlahuaca. Coixtlahuaca fu conquistata con successo nonostante il suo re, Atonal, avesse ricevuto aiuto militare dagli stati Nahua di Tlaxcala e Huexotzinco, anch'essi nemici degli Aztechi. Dopo la caduta di Coixtlahuaca molti artigiani Mixtechi furono deportati nella capitalerso le città Totonacan di Vera Cruz conquistando Xalapa, Cosamaloapan, Cotaxtla (l'odierna Cuetlachtlan), Ahuilizapan (l'odierna Orizaba), per poi dirigersi a nord in territorio Huasteco conquistando Tuxpan e Xilotepec.

#### Tlacaelel
Tlacaelel fu uno dei primi architetti dell'impero azteco. Divenuto importante durante la guerra contro Tepanec alla fine degli anni 1420, Tlacaelel divenne una sorta di Gran Visir durante i regni di quattro Hueyi Tlatoani, fino alla morte giunta nel 1487.
Tlacaelel ripropose il concetto di Aztechi come popolo prescelto, elevando il dio/eroe tribale Huitzilopochtli al vertice del pantheon degli dei. Insieme a questo, Tlacaelel aumentò il livello e l'importanza del sacrificio umano, particolarmente nel periodo di disastri naturali che iniziò nel 1446 (secondo Durán). Durante il regno di Motecuhzoma I, istigò le guerre dei fiori nelle quali gli Aztechi combatterono contro Tlaxcala ed altre città-stato Nahua.
Per rafforzare la nobiltà azteca, aiutò nella creazione di leggi sui costumi e sulle usanze, proibendo ai cittadini comuni di indossare certi ornamenti quali spille da labbra, bracciali in oro e mantelli in cotone.
All'inizio del comando di Tlacaelel i Mexica erano vassalli. Alla fine erano diventati gli Aztechi, capi di un impero espansionistico socialmente stratificato.

### I regni di Axayacatl (1469-1481) e Tizoc (1481-1486)
Il figlio di Motecuhzoma I, Axayacatl, ascese al trono nel 1469. Durante il suo regno Tenochtitlan assorbì il regno di Tlatelolco. La sorella di Axayacatl ne sposò il tlatoani e, come pretesto di guerra, Axayacatl dichiarò che era stata maltrattata.
Conquistò le città di Matlatzinca e Mazahua nel Tollocan, e Ocuillan e Malinalco nella parte occidentale della Valle del Messico.
A questo punto Tenochtitlan subì una breve guerra civile quando la città di Tlatelolco, considerata parte di Tenochtitlan dagli Aztechi, si ribellò guidata dal tlatoani Moquihuix, il quale si era alleato con gli antichi nemici di Tenochca, Chalca, Tlaxcalteca, Chololteca e Huexotzinca. I Tlatelolca furono sconfitti e Axayacatl ordinò l'esecuzione di tutti i re che li avevano aiutati, compreso quello di Xochimilco.
Nel 1479, nel corso della campagna ad ovest, patì una sconfitta senza precedenti ad opera dei Tarascani a Tzintzuntzán. Si trattò della prima grande sconfitta degli Aztechi; una volta ripresosi consolidò il controllo sulla regione Huasteca conquistata dal predecessore.
Nel 1481 regnò brevemente Tízoc, figlio di Axayacatl, ma il suo periodo fu macchiato dall'umiliazione ricevuta durante la guerra di incoronazione: combattendo gli Otomi a Metztitlan portò a casa solo 40 prigionieri da sacrificare durante la cerimonia di incoronazione. Dopo questa sconfitta, Tizoc dovette principalmente mantenere il controllo dei territori già conquistati, e non riuscendo a conquistare nuove città fu sostituito, e probabilmente avvelenato, dal giovane fratello Ahuitzotl.

### Regno di Ahuitzotl (1486-1502)
La politica espansionistica dell'impero toccò il culmine durante il regno di Ahuitzotl. Durante la sua guerra di incoronazione combatté i Chontales nei territori messicani occidentali sconfiggendo Toluca, Malinalco e Xilotepec. Invitò i re dagli stati ancora indipendenti dei Tarascani, Tlaxcaltechi e Huexotzinca alla cerimonia di allargamento del Templo Mayor, e tutti loro assistettero ad un aumento senza precedenti della quantità di sacrifici umani e di offerte. Condusse spedizioni punitive contro le città ribelli della costa del Golfo. Conquistò ampi territori nell'istmo di Tehuantepec, ed a sud fino a Xoconosco nell'odierno Chiapas. Eresse una serie di fortificazioni e casematte lungo le frontiere dei regni indipendenti di Tlaxcaltechi e Tarascani. Rimangono tuttora alcune rovine di queste fortificazioni, come ad esempio quelle ad Oztuma a Guerrero, Quauhquechula a Puebla ed il sito azteco meglio conservato, ovvero quello di Malinalco.

### Regno di Montezuma Xocoyotzin
Montezuma fu, nonostante molte fonti lo dipingano diversamente, un valoroso guerriero che ampliò il sistema dei vassalli, e che consolidò le conquiste fatte dai predecessori oltre a conquistare nuovi territori. Le sue campagne giunsero a sud fino a Tapachula nella regione di Soconusco ed allo stato Maya Chontal di Xicallanco a Tabasco. Solo gli arcinemici di Tlaxcala, Huexotzinco ed i Tarascani si salvarono, così come i regni Mixtechi di Tututepec e Yopitzinco che non interessavano agli Aztechi. Possiamo quindi dire che l'impero azteco aveva raggiunto la sua massima estensione nel momento in cui arrivarono gli spagnoli, nel 1519. In alcune fonti si dice che Montezuma e gli Aztechi pensavano che l'arrivo degli spagnoli fosse da collegare al ritorno del dio esiliato, Quetzalcoatl, che si diceva sarebbe tornato pallido e con la barba.

## Caduta dell'impero azteco
Gli Aztechi furono conquistati dalla Spagna nel 1521, dopo un lungo assedio portato alla capitale, dove buona parte della popolazione morì a causa della fame e del vaiolo. Cortés, con quasi 500 spagnoli, non combatté da solo ma con al fianco circa 150 000 o 200 000 alleati provenienti da Tlaxcala ed altri vassalli degli Aztechi. Non fu difficile per Cortés trovare alleati, gli Aztechi erano generalmente odiati dalle città-stato confinanti. Cuauhtémoc, l'ultimo Hueyi Tlatoani si arrese a Cortés il 13 agosto 1521.
Passarono altri sessant'anni prima che gli spagnoli completassero la conquista della Mesoamerica (le guerre Chichimeca), un processo che potrebbe aver richiesto ancora più tempo se tre epidemie separate non avessero decimato la popolazione indigena. La conquista spagnola dello Yucatán richiese circa 170 anni.
Dopo la caduta di Tenochtitlán, molte culture mesoamericane rimasero intatte. Infatti la conquista degli Aztechi non ebbe effetti immediati sulle culture vicine. Se non altro, la libertà dal giogo azteco fu considerata uno sviluppo positivo dalle altre culture centro-americane.
Come alleati degli spagnoli, i Tlaxcalani si guadagnarono più potere. Gli spagnoli ruppero questa alleanza solo decenni dopo.

### Destino dell'impero azteco sotto il dominio spagnolo
L'intenzione dichiarata di Cortés era quella di mantenere la struttura dell'impero azteco. All'inizio sembrò che gli Aztechi potessero sopravvivere sotto al dominio spagnolo. I ceti più abbienti furono inizialmente considerati nobili (al giorno d'oggi il titolo di Duca di Montezuma appartiene ad una nobile famiglia spagnola). Questi nobili impararono lo spagnolo, e a molti fu insegnato a scrivere in caratteri romani. Alcuni degli scritti sopravvissuti sono stati cruciali per lo studio della cultura azteca. Inoltre i primi missionari si sforzarono di imparare la lingua nahuatl ed alcuni, come Bernardino de Sahagún, cercarono di imparare il più possibile della loro cultura.
Tutto poi cambiò rapidamente. Non solo si vietò agli indigeni di trasmettersi la loro cultura, ma fu anche vietato loro di scrivere e leggere lo spagnolo e, per legge, furono considerati allo stato di minorenni.

### Impatto delle epidemie sull'impero azteco
La prima epidemia, causata dal vaiolo, scoppiò nel 1520-1521, e decimò la popolazione di Tenochtitlán rivelandosi decisiva per la resa della città. Altre due epidemie, di vaiolo (1545-1548) e tifo (1576-1581) colpirono la Mesoamerica.
Intere città sparirono, le terre furono abbandonate, le strade vennero chiuse e gli eserciti distrutti. Gli spagnoli, nel tentativo di aumentare la popolazione in calo verticale, fusero i sopravvissuti delle piccole città integrandoli in quelle più grandi. Questo ruppe il potere delle classi abbienti, eliminando la coerenza della società indigena. Inoltre, gli indigeni raccolti nelle grandi città si ammalavano più facilmente per le epidemie, a causa dell'alta densità della popolazione.
Prima dell'inizio della conquista, la popolazione veniva stimata in circa 15 milioni di persone; nel 1550 si parlava di 4 milioni, e di meno di 2 nel 1581. La Nuova Spagna del XVII secolo era una nazione spopolata, e molte civiltà mesoamericane furono spazzate via.
Per avere abbastanza forza lavoro, gli spagnoli iniziarono ad importare schiavi neri, ed alla fine molti di loro si mescolarono alla preesistente popolazione.

## Famosi regnanti
- Acamapichtli - "Manciata di frecce", il primo regnante. Comandò durante la prima costruzione di Tenochtitlán e le conquiste locali
- Itzcóatl - "Serpente di ossidiana", il quarto re. Formò una coalizione con altri popoli che abitavano sul lago per combattere i Tepanechi, mettendo fine alla dominazione Tepaneca del bacino del Messico e saccheggiando la città di Azcapotzalco. Fondò anche la Triplice Alleanza.
- Ahuitzotl - "Bestia d'acqua", ottavo re. Fu un feroce guerriero, ricostruì il Templo Mayor, sacrificò 2000 vittime durante la cerimonia d'apertura ed estese l'impero da costa a costa.
- Montezuma - "Furioso Signore, il Giovane", nono re. Era l'imperatore degli Aztechi durante l'arrivo delle tre spedizioni spagnole, la terza delle quali era guidata da Hernán Cortés.  Fu catturato da Cortés quando gli spagnoli, dopo essere stati ben accolti in città, lo presero come ostaggio per timore di una rivolta. Esistono vari racconti sulla sua morte: secondo alcuni fu ucciso in seguito dal suo popolo (lapidato) quando Cortés lo usò per sedare una rivolta, secondo altri gli spagnoli lo uccisero quando si dimostrò incapace di controllare i ribelli.
- Guatimozino (in lingua nahuatl Cuauhtémoc, e col suffisso onorifico Cuauhtemotzín), ultimo re. Tentò di opporsi all'occupazione spagnola tentando un'alleanza tra i vari sovrani indigeni. Subì un assedio di 75 giorni da parte dell'esercito di Hernán Cortés al quale alla fine dovette arrendersi. Fu portato da Cortés nella spedizione ad Hibuerras e successivamente impiccato nel 1525 ad Izancanac, accusato di avere promosso una rivolta antispagnola. Questo sovrano, insieme con Montezuma, è menzionato da Giosuè Carducci nell'ode Miramar ove è presente il concetto della nemesi storica[5].